# 汉斯-亨宁·法斯特里希
汉斯-亨宁·法斯特里希（德語：Hanns-Henning Fastrich，1963年8月23日—），德国男子曲棍球运动员。他曾代表西德国家队参加1988年夏季奥林匹克运动会曲棍球比赛，获得一枚银牌。